# شيغه-رو شيبا
شيغه-رو شيبا (باليابانية: 千葉茂؛ بالكانا: ちば しげる) هو لاعب كرة قاعدة ياباني، ولد في 10 مايو 1919 في ساجيو في اليابان، وتوفي في 9 ديسمبر 2002.

## روابط خارجية
- شيغه-رو شيبا على موقع الدوري الياباني لكرة القاعدة (الإنجليزية)